# 中島啓
中島 啓（なかじま ひらく、1962年11月30日 - ）は、日本の数学者。カブリ数物連携宇宙研究機構教授。京都大学数理解析研究所名誉教授・特任教授。専門は表現論、複素幾何学。幾何学と表現論の双方に属する空間を扱う「箙（えびら）多様体」の研究で知られる。
2023年から2026年まで国際数学連合総裁を務める。

## 人物
神奈川県横浜市中区出身。麻布中学校・高等学校卒業（同級生に同じく数学者の河東泰之がいる）。1985年東京大学理学部数学科卒業。1987年東京大学大学院理学系研究科修士課程修了、東京大学理学部助手。1991年、理学博士（東京大学・論文博士）。1992年、東北大学助教授、1995年東京大学大学院数理科学研究科助教授、1997年京都大学大学院理学研究科助教授、2000年同教授、2008年同大学数理解析研究所教授。2018年より、東京大学国際高等研究所カブリ数物連携宇宙研究機構教授・主任研究者。
2000年度日本数学会賞春季賞をはじめ、2003年度 Cole Prize in Algebra、第2回日本学術振興会賞、第104回日本学士院賞などの数学界にとって重要な賞を数多く受賞している。
東大における指導教官は落合卓四郎。業績に箙多様体の構成、柏原予想の部分的解決、対称カルタン行列のカッツ・ムーディー代数、ADHM法のALEへの拡張、ヒルベルトスキームのホモロジー群のハイゼンベルク代数の表現論、ルスティック予想の解決、ネクラソフ予想の解決等がある。

## エピソード
小学生の時、四谷大塚の一般の日曜テストで何度もトップに名を重ねていた。東大の河東泰之や埼玉大の海老原円も同期の数学者で、四谷大塚の日曜テストでは上位の常連だった。

## 受賞および講演歴
- 1997年 - 日本数学会幾何学分科会幾何学賞[4]：代数曲面のヒルベルトスキームによるハイゼンベルグ代数の表現の構成
- 2000年 - 日本数学会春季賞[4]：モジュライ空間と表現論・数理物理学
- 2002年 - 国際数学者会議 (Beijing, 2002) において全体講演[8]
- 2003年 - アメリカ数学会コール賞代数部門[4]：表現論と幾何学での業績。特に Quiver Varieties and Kac-Moody Algebras，Quiver varieties and finite dimensional representations of quantum affine algebras，Heisenberg Algebra and Hilbert Schemes of Points on Projective Surfaces の三つの論文に対して
- 2006年 - 日本学術振興会日本学術振興会賞[4]：幾何学的表現論の新展開
- 2014年 - 日本学士院賞[4]
- 2016年 - 朝日賞[4]

## 著作
- 『非線型問題と複素幾何』岩波書店